# Ethiopian Airlines
Ethiopian Airlines (amárico: የኢትዮጵያ አየር መንገድ (Yäitəyop'əya 'äyärə mänəgädə,forma corta: የኢትዮጵያYäitəyop'əya) es una compañía aérea con sede en Addis Abeba, Etiopía. Su principal centro es el Aeropuerto Internacional de Bole.
Ethiopian Airlines es la mayor y más activa de líneas aéreas en África con 115 destinos en todo el mundo. Ethiopian Airlines tiene más de 30 destinos en Etiopía (2017).

## Historia

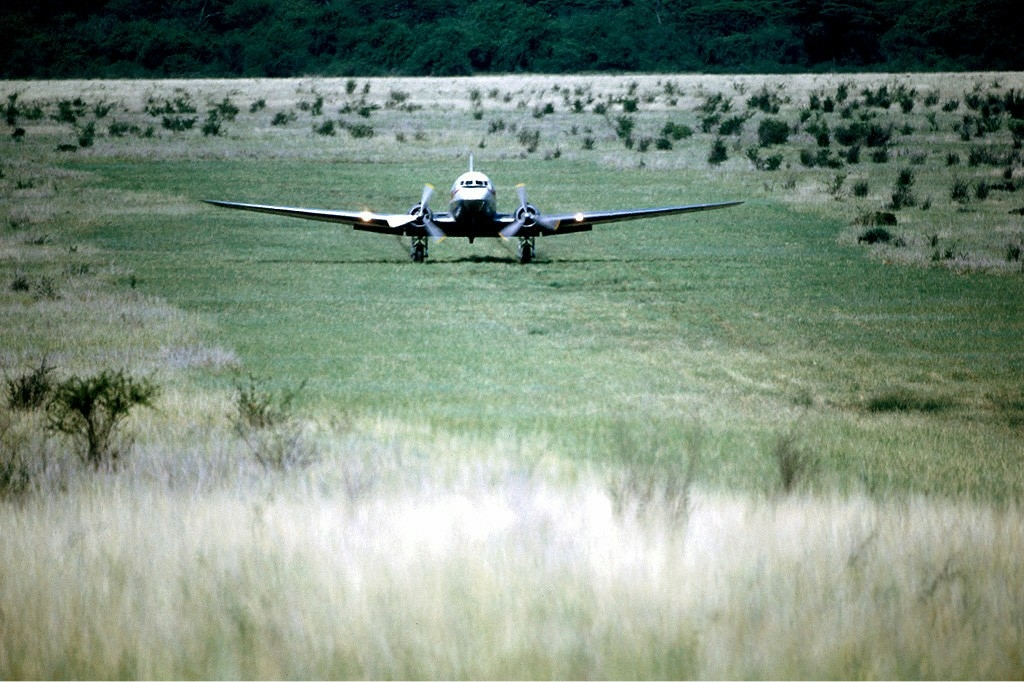
Un Douglas DC-3 de Ethiopian Airlines en 1975.

Ethiopian Airlines fue fundada el 30 de diciembre de 1945, por el emperador Haile Selassie, con la asistencia de TWA. Comenzó a funcionar el 8 de abril de 1946, con un servicio semanal entre Addis Abeba y El Cairo con 5 Douglas DC-3.
Comenzó los servicios de larga distancia a Frankfurt en 1958 e inauguró su primer avión a chorro en enero de 1963 con un vuelo desde Addis Abeba a Nairobi. En 1965, comenzó a cotizarse en el mercado y cambió su nombre de Ethiopian Air Lines a Ethiopian Airlines. El Gobierno de Etiopía es dueño en su totalidad de la empresa y tiene 12.703 empleados (en febrero de 2017).
A pesar de que se basó en pilotos y técnicos americanos al principio, por su 25 aniversario en 1971, Ethiopian Airlines empezó a gestionarse por personal Etíope. En 1998, empezó a dar servicios transatlánticos. Es una de las pocas aerolíneas rentables de África. La aerolínea fue destacada por The Economist como un ejemplo de excelencia a fines de 1987, y Paul B. Henze indicó en el año 2000 que Ethiopian Airlines era "una de las más fiables y rentables de las compañías aéreas en el Tercer Mundo".
La compañía aérea siempre sirvió a la capital de Eritrea, Asmara, hasta que estalló una guerra entre los dos países en 1998. En 2002, la aerolínea transportó 1.054.687 pasajeros.

## Flota

### Flota actual
La flota de Ethiopian Airlines se compone de las siguientes aeronaves:
| Aeronave               | Activas | Pedidos | Plazas                                            | Plazas                                            | Plazas                                            | Matrículas                                        | Antigüedad                                        |
| Aeronave               | Activas | Pedidos | C                                                 | Y                                                 | Total                                             | Matrículas                                        | Antigüedad                                        |
| ---------------------- | ------- | ------- | ------------------------------------------------- | ------------------------------------------------- | ------------------------------------------------- | ------------------------------------------------- | ------------------------------------------------- |
| Airbus A350-941        | 19      | —       | 30                                                | 318                                               | 348                                               | ET-ATQ                                            | 6,2 años                                          |
| Airbus A350-941        | 19      | —       | 30                                                | 318                                               | 348                                               | ET-ATR                                            | 6,1 años                                          |
| Airbus A350-941        | 19      | —       | 30                                                | 318                                               | 348                                               | ET-ATY                                            | 5,6 años                                          |
| Airbus A350-941        | 19      | —       | 30                                                | 318                                               | 348                                               | ET-AUA                                            | 5,4 años                                          |
| Airbus A350-941        | 19      | —       | 30                                                | 318                                               | 348                                               | ET-AUB                                            | 5,2 años                                          |
| Airbus A350-941        | 19      | —       | 30                                                | 318                                               | 348                                               | ET-AUC                                            | 4,9 años                                          |
| Airbus A350-941        | 19      | —       | 30                                                | 318                                               | 348                                               | ET-AVB                                            | 4,6 años                                          |
| Airbus A350-941        | 19      | —       | 30                                                | 318                                               | 348                                               | ET-AVC                                            | 4,5 años                                          |
| Airbus A350-941        | 19      | —       | 30                                                | 318                                               | 348                                               | ET-AVD                                            | 4,4 años                                          |
| Airbus A350-941        | 19      | —       | 30                                                | 318                                               | 348                                               | ET-AVE                                            | 3,8 años                                          |
| Airbus A350-941        | 19      | —       | 30                                                | 318                                               | 348                                               | ET-AWM                                            | 3,5 años                                          |
| Airbus A350-941        | 19      | —       | 30                                                | 318                                               | 348                                               | ET-AWN                                            | 3,3 años                                          |
| Airbus A350-941        | 19      | —       | 30                                                | 318                                               | 348                                               | ET-AWO                                            | 3 años                                            |
| Airbus A350-941        | 19      | —       | 30                                                | 318                                               | 348                                               | ET-AWP                                            | 2,7 años                                          |
| Airbus A350-941        | 19      | —       | 30                                                | 318                                               | 348                                               | ET-AYB                                            | 2,3 años                                          |
| Airbus A350-941        | 19      | —       | 30                                                | 318                                               | 348                                               | ET-AYA                                            | 2 años                                            |
| Airbus A350-941        | 19      | —       | 30                                                | 318                                               | 348                                               | ET-AYM                                            | 1 años                                            |
| Airbus A350-941        | 19      | —       | 30                                                | 318                                               | 348                                               | ET-AYN                                            | 0,8 años                                          |
| Airbus A350-941        | 19      | —       | 30                                                | 318                                               | 348                                               | ET-AZI                                            | 0,1 años                                          |
| Boeing 737-700         | 6       | —       | 16                                                | 102                                               | 118                                               | ET-ALK                                            | 18,8 años                                         |
| Boeing 737-700         | 6       | —       | 16                                                | 102                                               | 118                                               | ET-AVP                                            | 18,7 años                                         |
| Boeing 737-700         | 6       | —       | 16                                                | 102                                               | 118                                               | ET-ALM                                            | 18,1 años                                         |
| Boeing 737-700         | 6       | —       | 16                                                | 102                                               | 118                                               | ET-ALN                                            | 17,1 años                                         |
| Boeing 737-700         | 6       | —       | 16                                                | 102                                               | 118                                               | ET-ARD                                            | 15,5 años                                         |
| Boeing 737-700         | 6       | —       | 16                                                | 102                                               | 118                                               | ET-ARB                                            | 15,4 años                                         |
| Boeing 737-800         | 19      | —       | 16                                                | 138                                               | 154                                               | ET-ATU                                            | 20,5 años                                         |
| Boeing 737-800         | 19      | —       | 16                                                | 138                                               | 154                                               | ET-ATV                                            | 16,1 años                                         |
| Boeing 737-800         | 19      | —       | 16                                                | 138                                               | 154                                               | ET-AXI                                            | 13,5 años                                         |
| Boeing 737-800         | 19      | —       | 16                                                | 138                                               | 154                                               | ET-AYU                                            | 12,9 años                                         |
| Boeing 737-800         | 19      | —       | 16                                                | 138                                               | 154                                               | ET-ANZ                                            | 11,9 años                                         |
| Boeing 737-800         | 19      | —       | 16                                                | 138                                               | 154                                               | ET-AOA                                            | 11,8 años                                         |
| Boeing 737-800         | 19      | —       | 16                                                | 138                                               | 154                                               | ET-AOB                                            | 11,8 años                                         |
| Boeing 737-800         | 19      | —       | 16                                                | 138                                               | 154                                               | ET-APF                                            | 10,8 años                                         |
| Boeing 737-800         | 19      | —       | 16                                                | 138                                               | 154                                               | ET-APK                                            | 10,4 años                                         |
| Boeing 737-800         | 19      | —       | 16                                                | 138                                               | 154                                               | ET-APL                                            | 10,2 años                                         |
| Boeing 737-800         | 19      | —       | 16                                                | 138                                               | 154                                               | ET-AXO                                            | 9,9 años                                          |
| Boeing 737-800         | 19      | —       | 16                                                | 138                                               | 154                                               | ET-APO                                            | 9,9 años                                          |
| Boeing 737-800         | 19      | —       | 16                                                | 138                                               | 154                                               | ET-APM                                            | 9,8 años                                          |
| Boeing 737-800         | 19      | —       | 16                                                | 138                                               | 154                                               | ET-AQM                                            | 9,3 años                                          |
| Boeing 737-800         | 19      | —       | 16                                                | 138                                               | 154                                               | ET-AQN                                            | 8,2 años                                          |
| Boeing 737-800         | 19      | —       | 16                                                | 138                                               | 154                                               | ET-ASJ                                            | 7,9 años                                          |
| Boeing 737-800         | 19      | —       | 16                                                | 138                                               | 154                                               | ET-AQO                                            | 7,3 años                                          |
| Boeing 737-800         | 19      | —       | 16                                                | 138                                               | 154                                               | ET-AQP                                            | 7,2 años                                          |
| Boeing 737-800         | 19      | —       | 16                                                | 138                                               | 154                                               | ET-AQQ                                            | 7,1 años                                          |
| Boeing 737-8MAX        | 7       | 5       | 16                                                | 144                                               | 160                                               | ET-AVM                                            | 4,2 años                                          |
| Boeing 737-8MAX        | 7       | 5       | 16                                                | 144                                               | 160                                               | ET-AVL                                            | 4 años                                            |
| Boeing 737-8MAX        | 7       | 5       | 16                                                | 144                                               | 160                                               | ET-AVI                                            | 4 años                                            |
| Boeing 737-8MAX        | 7       | 5       | 16                                                | 144                                               | 160                                               | ET-AVK                                            | 3,7 años                                          |
| Boeing 737-8MAX        | 7       | 5       | 16                                                | 144                                               | 160                                               | ET-AXG                                            | 2,6 años                                          |
| Boeing 737-8MAX        | 7       | 5       | 16                                                | 144                                               | 160                                               | ET-AWJ                                            | 0,2 años                                          |
| Boeing 737-8MAX        | 7       | 5       | 16                                                | 144                                               | 160                                               | ET-AWK                                            | 0,2 años                                          |
| Boeing 767-300ER       | 3       | —       | 24                                                | 211                                               | 235                                               | ET-ALJ                                            | 18,8 años                                         |
| Boeing 767-300ER       | 3       | —       | 24                                                | 211                                               | 235                                               | ET-ALO                                            | 18,3 años                                         |
| Boeing 767-300ER       | 3       | —       | 24                                                | 211                                               | 235                                               | ET-ALP                                            | 17,2 años                                         |
| Boeing 777-260LR       | 6       | —       | 34                                                | 287                                               | 321                                               | ET-ANN                                            | 11,8 años                                         |
| Boeing 777-260LR       | 6       | —       | 34                                                | 287                                               | 321                                               | ET-ANO                                            | 11,7 años                                         |
| Boeing 777-260LR       | 6       | —       | 34                                                | 287                                               | 321                                               | ET-ANP                                            | 11,6 años                                         |
| Boeing 777-260LR       | 6       | —       | 34                                                | 287                                               | 321                                               | ET-ANQ                                            | 11,4 años                                         |
| Boeing 777-260LR       | 6       | —       | 34                                                | 287                                               | 321                                               | ET-ANR                                            | 11,1 años                                         |
| Boeing 777-260LR       | 6       | —       | 34                                                | 287                                               | 321                                               | ET-AQL                                            | 9,2 años                                          |
| Boeing 777-300ER       | 4       | —       | 34                                                | 365                                               | 399                                               | ET-APX                                            | 8,9 años                                          |
| Boeing 777-300ER       | 4       | —       | 34                                                | 365                                               | 399                                               | ET-APY                                            | 8,6 años                                          |
| Boeing 777-300ER       | 4       | —       | 34                                                | 365                                               | 399                                               | ET-ASK                                            | 7,4 años                                          |
| Boeing 777-300ER       | 4       | —       | 34                                                | 365                                               | 399                                               | ET-ASL                                            | 7,2 años                                          |
| Boeing 787-8           | 19      | —       | 24                                                | 246                                               | 270                                               | ET-AOQ                                            | 10,1 años                                         |
| Boeing 787-8           | 19      | —       | 24                                                | 246                                               | 270                                               | ET-AOR                                            | 9,9 años                                          |
| Boeing 787-8           | 19      | —       | 24                                                | 246                                               | 270                                               | ET-AOS                                            | 9,9 años                                          |
| Boeing 787-8           | 19      | —       | 24                                                | 246                                               | 270                                               | ET-AOP                                            | 9,8 años                                          |
| Boeing 787-8           | 19      | —       | 24                                                | 246                                               | 270                                               | ET-AOO                                            | 9,1 años                                          |
| Boeing 787-8           | 19      | —       | 24                                                | 246                                               | 270                                               | ET-AOU                                            | 8,4 años                                          |
| Boeing 787-8           | 19      | —       | 24                                                | 246                                               | 270                                               | ET-AOT                                            | 8,3 años                                          |
| Boeing 787-8           | 19      | —       | 24                                                | 246                                               | 270                                               | ET-AOV                                            | 8,3 años                                          |
| Boeing 787-8           | 19      | —       | 24                                                | 246                                               | 270                                               | ET-ARE                                            | 8,2 años                                          |
| Boeing 787-8           | 19      | —       | 24                                                | 246                                               | 270                                               | ET-ARF                                            | 8 años                                            |
| Boeing 787-8           | 19      | —       | 24                                                | 246                                               | 270                                               | ET-ASG                                            | 7,6 años                                          |
| Boeing 787-8           | 19      | —       | 24                                                | 246                                               | 270                                               | ET-ASH                                            | 7,5 años                                          |
| Boeing 787-8           | 19      | —       | 24                                                | 246                                               | 270                                               | ET-ASI                                            | 7,3 años                                          |
| Boeing 787-8           | 19      | —       | 24                                                | 246                                               | 270                                               | ET-ATL                                            | 6,3 años                                          |
| Boeing 787-8           | 19      | —       | 24                                                | 246                                               | 270                                               | ET-ATK                                            | 6,2 años                                          |
| Boeing 787-8           | 19      | —       | 24                                                | 246                                               | 270                                               | ET-ATJ                                            | 6,1 años                                          |
| Boeing 787-8           | 19      | —       | 24                                                | 246                                               | 270                                               | ET-ATH                                            | 5,7 años                                          |
| Boeing 787-8           | 19      | —       | 24                                                | 246                                               | 270                                               | ET-ATI                                            | 5,6 años                                          |
| Boeing 787-8           | 19      | —       | 24                                                | 246                                               | 270                                               | ET-ATG                                            | 5,3 años                                          |
| Boeing 787-9           | 9       | _       | 30                                                | 285                                               | 315                                               | ET-AUO                                            | 4,9 años                                          |
| Boeing 787-9           | 9       | _       | 30                                                | 285                                               | 315                                               | ET-AUP                                            | 4,8 años                                          |
| Boeing 787-9           | 9       | _       | 30                                                | 285                                               | 315                                               | ET-AUQ                                            | 4,2 años                                          |
| Boeing 787-9           | 9       | _       | 30                                                | 285                                               | 315                                               | ET-AUR                                            | 4,1 años                                          |
| Boeing 787-9           | 9       | _       | 30                                                | 285                                               | 315                                               | ET-AXK                                            | 2,8 años                                          |
| Boeing 787-9           | 9       | _       | 30                                                | 285                                               | 315                                               | ET-AXL                                            | 2,7 años                                          |
| Boeing 787-9           | 9       | _       | 30                                                | 285                                               | 315                                               | ET-AXS                                            | 2,4 años                                          |
| Boeing 787-9           | 9       | _       | 30                                                | 285                                               | 315                                               | ET-AYC                                            | 2,3 años                                          |
| Bombardier Dash 8 Q400 | 15      | —       | 7                                                 | 64                                                | 71                                                | ET-AUD                                            | 5,8 años                                          |
| Bombardier Dash 8 Q400 | 15      | —       | 7                                                 | 64                                                | 71                                                | ET-AUE                                            | 5,7 años                                          |
| Bombardier Dash 8 Q400 | 15      | —       | 7                                                 | 64                                                | 71                                                | ET-AUZ                                            | 4,7 años                                          |
| Bombardier Dash 8 Q400 | 15      | —       | 7                                                 | 64                                                | 71                                                | ET-AVA                                            | 4,7 años                                          |
| Bombardier Dash 8 Q400 | 15      | —       | 7                                                 | 64                                                | 71                                                | ET-AVH                                            | 4,5 años                                          |
| Bombardier Dash 8 Q400 | 15      | —       | 7                                                 | 64                                                | 71                                                | ET-AVR                                            | 4,3 años                                          |
| Bombardier Dash 8 Q400 | 15      | —       | 7                                                 | 64                                                | 71                                                | ET-AVS                                            | 3,7 años                                          |
| Bombardier Dash 8 Q400 | 15      | —       | 7                                                 | 64                                                | 71                                                | ET-AXE                                            | 3,1 años                                          |
| Bombardier Dash 8 Q400 | 15      | —       | 7                                                 | 64                                                | 71                                                | ET-AXF                                            | 3 años                                            |
| Bombardier Dash 8 Q400 | 15      | —       | 7                                                 | 64                                                | 71                                                | ET-AXP                                            | 2,8 años                                          |
| Bombardier Dash 8 Q400 | 15      | —       | 7                                                 | 64                                                | 71                                                | ET-AXX                                            | 2,5 años                                          |
| Bombardier Dash 8 Q400 | 15      | —       | 7                                                 | 64                                                | 71                                                | ET-AXY                                            | 2,3 años                                          |
| Bombardier Dash 8 Q400 | 15      | —       | 7                                                 | 64                                                | 71                                                | ET-AXZ                                            | 2,2 años                                          |
| Bombardier Dash 8 Q400 | 15      | —       | 7                                                 | 64                                                | 71                                                | ET-AYF                                            | 1,9 años                                          |
| Bombardier Dash 8 Q400 | 15      | —       | 7                                                 | 64                                                | 71                                                | ET-AYH                                            | 1,4 años                                          |
| Bombardier Dash 8 Q400 | 15      | —       | 7                                                 | 64                                                | 71                                                | ET-AYG                                            | 0,7 años                                          |
| TOTAL                  | 109     | 7       | Edad media de la flota (agosto de 2022): 7,4 años | Edad media de la flota (agosto de 2022): 7,4 años | Edad media de la flota (agosto de 2022): 7,4 años | Edad media de la flota (agosto de 2022): 7,4 años | Edad media de la flota (agosto de 2022): 7,4 años |

| Aeronave        | Activas | Pedidos | Matrículas                                         | Antigüedad                                         |
| --------------- | ------- | ------- | -------------------------------------------------- | -------------------------------------------------- |
| Boeing 777F     | 10      | —       | ET-APS                                             | 10 años                                            |
| Boeing 777F     | 10      | —       | ET-APU                                             | 9,9 años                                           |
| Boeing 777F     | 10      | —       | ET-ARI                                             | 7,8 años                                           |
| Boeing 777F     | 10      | —       | ET-ARJ                                             | 7 años                                             |
| Boeing 777F     | 10      | —       | ET-ARK                                             | 6,9 años                                           |
| Boeing 777F     | 10      | —       | ET-AVN                                             | 4 años                                             |
| Boeing 777F     | 10      | —       | ET-AVQ                                             | 3,8 años                                           |
| Boeing 777F     | 10      | —       | ET-AVT                                             | 3,8 años                                           |
| Boeing 777F     | 10      | —       | ET-AWE ET-BAA                                      | 3,5 años 1,2 años                                  |
| Boeing 737-800F | 4       | —       | ET-AVX                                             | 23,4 años                                          |
| Boeing 737-800F | 4       | —       | ET-AYL                                             | 20,3 años                                          |
| Boeing 737-800F | 4       | —       | ET-AWC                                             | 20,1 años                                          |
| Boeing 737-800F | 4       | —       | ET-AYP                                             | 15,3 años                                          |
| Total           | 13      | —       | Edad media de la flota (agosto de 2022): 10,4 años | Edad media de la flota (agosto de 2022): 10,4 años |

### Flota histórica
| Aeronaves                    | Total | Introducido | Retirado | Matrículas |
| ---------------------------- | ----- | ----------- | -------- | --- |
| Airbus A330-200              | 1     | 2006        | 2006     | F-GSEU |
| Airbus A340-300              | 1     | 1998        | 1998     | ET-ALB |
| Antonov An-12                | 2     | 2000        | 2008     | LZ-SFI y LZ-SFN |
| ATR 42                       | 3     | 1987        | 1998     | ET-AJC, ET-AJD y F-OIET |
| Beechcraft Modelo 18         | 1     | 1965        | 1967     | ET-ABM |
| Boeing 707                   | 6     | 1968        | 1991     | ET-AJZ, ET-AIV, 5X-UBC, ET-ACD, 7O-ABY y ET-ACQ |
| Boeing 720                   | 6     | 1962        | 1985     | ET-AFK, ET-AFA, ET-AFB, ET-AAG, ET-AAH y ET-ABP |
| Boeing 727-200               | 4     | 1979        | 1994     | ET-AJU, ET-AHL, ET-AHM y ET-AHK |
| Boeing 737-200               | 3     | 1988        | 2008     | ET-AJA, ET-AJB y ET-ALE |
| Boeing 737-400F              | 1     | 2013        | 2015     | ET-AQV |
| Boeing 757                   | 12    | 1990        | 2018     | ET-AJS, ET-AJX, ET-AKC, ET-AKE, ET-AKF, ET-AMU, ET-AMT, ET-ALY, TC-OGS, TC-OGT, ET-ALZ y ET-AMK |
| Convair CV-240               | 1     | 1956        | 1960     | ET-T-22 |
| Convair CV-600               | 2     | 1950        | 1964     | ET-T-20 (re-reg. ET-AAV) y ET-T-21 (re-reg. ET-AAW) |
| De Havilland Canada DHC-5    | 2     | 1981        | 1994     | ET-AHI y ET-AHJ |
| De Havilland Canadá DHC-6    | 8     | 1985        | 2018     | ET-AKJ, ET-AIM, ET-AIN, ET-AIO, ET-AIQ, ET-AIT, ET-AIU y ET-AIX |
| De Havilland Canadá Dash 8   | 6     | 2010        | 2021     | ET-AQF, ET-AQE, ET-AQC, ET-AQB, ET-ANX y ET-ANW |
| Douglas DC-3/C-47            | 40    | 1945        | 1992     | ET-ABX, ET-ABR, ET-ABQ, ET-AHQ, ET-ABF, ET-AAR, ET-AGH, ET-AIA, ET-T-1, ET-AGG, ET-AGR, ET-ABI, ET-ABY, ET-AHP, ET-AAO, ET-T-18, ET-AGW, ET-AGU, ET-T-2 (re-reg. ET-AAP), ET-T-16, ET-AHR, ET-T-14 (re-reg. ET-AAS), ET-T-15 (re-reg. ET-AAT), ET-AJG, ET-AHG, ET-AGI, ET-T-5, ET-T-3 (re-reg. ET-AAQ), ET-AGM, ET-AGT, ET-AGX, ET-ADC, ET-AGK, ET-AGP, ET-AGO, ET-AGV, ET-AEJ, ET-ABE, ET-AFW y ET-AIB |
| Fokker 50                    | 5     | 1996        | 2014     | ET-AKV, ET-AKU, ET-AKT, ET-AKS y ET-AKR |
| Lockheed C-121 Constellation | 1     | 1957        | 1957     | ET-T-35 |
| Lockheed L-100 Hércules      | 3     | 1988        | 2013     | ET-AJK, ET-AJL y ET-AKG |
| McDonnell Douglas MD-11      | 3     | 2006        | 2015     | N801DE (pasajeros). ET-AML y ET-AND (carga) |

La siguiente es una lista de aeronaves operadas con anterioridad por Ethiopian. Helicópteros y avionetas estuvieron disponibles para su alquiler a agencias del gobierno así como ser usado en proyectos de recursos naturales.: 570 
- Bell 47[8]: 570
- ATR-42[9]
- Beech 18[8]: 570
- Boeing 707-320C[10]: 570
- Boeing 720B[8]: 570 [10]: 78
- Boeing 727-200[10]: 78
- Boeing 737-200[9]
- Boeing 767-200ER
- Convair CV-240
- Cessna 180[8]: 570
- DHC-5A Buffalo[10]: 78
- DHC-6 Twin Otter[9]
- Douglas C-47 Skytrain[8]: 570
- Douglas DC-3[8]: 570 [10]: 78
- Douglas DC-6B[8]: 570
- Fokker 50[11]
- Lockheed L-100 Commercial Hercules[9]
- Piper PA-18 Super Cub[8]: 570

## Destinos
En marzo de 2017, la red de destinos comprende 55 ciudades en África, 15 en Europa y América, 25 en Oriente Medio y Asia, y 20 dentro de Etiopía. Así mismo, la red de carga da servicio a 14 destinos en África, 8 en Oriente Medio y Asia, y dos en Europa. Desde el 2024, la aerolínea realiza operaciones de carga a Colombia, México, Ecuador y EE. UU.. 

### Acuerdos de código compartido y alianzas
Ethiopian fue oficialmente invitada a entrar en Star Alliance el 29 de septiembre de 2010. En marzo de 2017, la compañía tiene acuerdos de código compartido con las siguientes aerolíneas (las compañía de Star Alliance están indicadas con *):
- Air Canada*
- Air China*
- Air Europa
- Air India*
- All Nippon Airways*
- Asiana Airlines *
- ASKY Airlines
- Austrian Airlines*
- Avianca*
- Egypt Air*
- El Al Israel Airlines
- ITA Airways
- Kuwait Airways
- LAM Mozambique Airlines
- Lufthansa*
- Malawian Airlines
- Malaysia Airlines
- Midwest Connect
- Oman Air
- RwandAir
- SAS*
- Shenzhen Airlines*
- Singapore Airlines*
- South African Airways*
- TAP Portugal*
- Turkish Airlines*
- United Airlines*

Ethiopian Airlines y Lufthansa tienen acuerdos de colaboración en sus programas de viajeros frecuentes Shebamiles y Miles & More, permitiendo a sus miembros ganar y gastar millas en las redes de ambas aerolíneas.
En julio de 2008 Ethiopian Airlines alcanzó un acuerdo estratégico con la aerolínea con base en Lomé, ASKY Airlines, en el que Ethiopian posee un accionariado del 40%. Ethiopian Airlines es responsable del mantenimiento de aeronaves y la gestión operacional. La intención es convertir a Lomé en base de operaciones regionales de Ethiopian Airline para el mercado del oeste de África. ASKY comenzó a operar en enero de 2010 y entró en beneficios tras unos pocos meses.

## Accidentes e incidentes
- El 15 de septiembre de 1988, un Boeing 737 operando el vuelo 604 que despegó de Bahir Dar atravesó una bandada de palomas, causando daños en ambos motores. Uno de ellos, dejó de funcionar casi inmediatamente, y el segundo perdió empuje durante el retorno al aeropuerto. A causa del accidente durante el aterrizaje, 31 de los 105 pasajeros murieron.[16][17]

- El vuelo 961 que hacía la ruta entre Adís Abeba y Nairobi fue secuestrado el 23 de noviembre de 1996 por tres etíopes que querían pedir asilo político en Australia. El avión se estrelló en el Océano Índico cerca de la Islas Comores después de quedarse sin combustible, dejando un balance de 125 muertos de las 175 personas que viajaban en el avión.

- El 25 de enero de 2010, un Boeing 737 que efectuaba el vuelo 409 con 82 pasajeros y 8 tripulantes, se estrelló en el mar tras despegar del aeropuerto de Beirut en el Líbano. No hubo sobrevivientes.

- El 12 de julio de 2013, un Boeing 787 sufrió un incendio en el Aeropuerto de Londres, sin provocar víctimas fatales. Al momento del incidente, el aparato se encontraba sin pasajeros.

- El 17 de febrero de 2014, un Boeing 767 operando el vuelo 702 fue secuestrado por el copiloto aprovechando un despiste del capitán y forzado a aterrizar en el Aeropuerto Internacional de Ginebra. El copiloto exigió la nacionalidad suiza para liberar a los rehenes, pero finalmente se consiguió que cediera.

- El 10 de marzo de 2019, un Boeing 737 MAX operando el vuelo 302, con registro ET-AVJ y número de serie 62450, se estrelló 6 minutos después de despegar del Aeropuerto Internacional Addis Abeba Bole, a las 8:38 horas (6:38 GMT), con 149 pasajeros y 8 tripulantes, de 33 nacionalidades. No hubo sobrevivientes.